# Георги Данчев
Георги Иваницов Данчев  е български революционер, деец на Вътрешната македоно-одринска революционна организация.

## Биография
Георги Данчев е роден е през 1882 година в град Свищов. Син е на българския национал-революционер Иваница Данчев, участник в четата на Христо Ботев. Първоначално учи в родния си град. По-късно семейството му се мести в Шумен, а след това във Варна, където баща му е последователно съдия. През 1901 година постъпва във Военното училище, но е изключен същата година за „буйство“, поради това, че прави опит за създаване на чета за влизане в Македония. Въпреки настояванията на родителите си да не участва в македонското движение, в началото на 1902 година Данчев се озовава в четата на Васил Попов. На 18 март 1902 година, четата е нападната в Малешево от върховистите на Дончо Златков, като Георги Данчев е пленен и по-късно на 1 април е съсечен от Златков.